# مکس الکساندر (کمدین)
مایکل درِلیچ(به انگلیسی: Michael Drelich)(۲۰ اوت ۱۹۵۳–۲ نوامبر ۲۰۱۶)؛ شناخته شده با نام هنری مکس الکساندر(به انگلیسی: Max Alexander) یک استندآپ کمدین و بازیگر آمریکایی بود که مدت زیادی در برنامه نمایش امشب ظاهر می‌شد.

## بیماری و درگذشت
در سال ۲۰۰۸، الکساندر به علت ناراحتی کلیه در بیمارستان بستری شد و برای زنده ماندن به پیوند کلیه نیاز داشت که برادرش ربی موشه درلیچ کلیه اش را به او اهدا کرد. چند هفته پس از پیوند، الکساندر دچار سکته مغزی شد. .

مکس الکساندر در ۲ نوامبر ۲۰۱۶ براثر سرطان گلو درگذشت.

## فیلمشناسی

### فیلمها
| سال  | فیلم                     | نقش                        | توضیحات                                               |
| ---- | ------------------------ | -------------------------- | ----------------------------------------------------- |
| ۱۹۸۳ | گنجینه خانه خالی از سکنه | ملوین                      |                                                       |
| ۱۹۸۴ | گاربو حرف می‌زند          | راجر کلرمن                 | نام برده شده در تیتراژ به عنوان ماکسول الکساندر       |
| ۱۹۸۷ | رکسان                    | Dean                       |                                                       |
| ۱۹۸۸ | Punchline                | آقای بال                   |                                                       |
| ۱۹۹۰ | آکادمی ماه عسل           | sack                       | این فیلم با عنوان برای بهتر یا بدتر نیز شناخته شده‌است |
| ۱۹۹۲ | اهداکنندگان مغز          | مدیر صحنه ال. آ            | عنوان جایگزین شده برای فیلم: اردک‌های لنگ              |
| ۱۹۹۸ | کرایه ای برای یادآوری    |                            |                                                       |
| ۱۹۹۹ | مرد روی ماه              | Harrah's Booker            |                                                       |
| ۲۰۰۷ | بلند شو                  | لئو استین                  |                                                       |
| ۲۰۰۸ | فراموش کردن سارا مارشال  | سر بزگ دراکولا             | یاد شده باعنوان ماکسول الکساندر                       |
| ۲۰۱۵ | پل بلارت: پلیس بازار ۲   | نماینده امنیتی             |                                                       |
| ۲۰۱۵ | فاجعه                    | Max the Wheelchair Orderly |                                                       |